# Charles Durkee
Charles Durkee (10 de dezembro de 1805 – 14 de janeiro de 1870) foi um político americano, o 6º governador do Território de Utah, membro da Câmara dos Representantes dos Estados Unidos e Senador dos Estados Unidos pelo Estado de Wisconsin.

## Início de vida
Durkee nasceu em Royalton, Vermont. Ele tornou-se um comerciante e mudou-se para Wisconsin em 1836. Lá ele esteve envolvido com agricultura e serraria de madeira, ele foi um dos fundadores da cidade de Southport, atualmente Kenosha, Wisconsin. As terras que ele possuía em Kenosha agora fazem parte do parque da biblioteca histórica do distrito (Library Park Historic District).

## Carreira
Ele entrou na política, exercendo dois mandatos no legislativo do Território de Wisconsin. Ele se tornou um membro do partido Free Soil (solo livre) e foi eleito para a Câmara dos Representantes dos Estados Unidos em 1848 como parte da primeira delegação completa do Congresso de Wisconsin. Ele serviu na câmara por dois mandatos, parte do 32º Congresso e o 33º Congresso, de 4 de março de 1849 até 4 de março de 1853, representando 1º distrito congressional de Wisconsin. Em 1854, ele mudou para o recém-formado partido republicano e foi eleito para o Senado dos Estados Unidos pelo estado de Wisconsin. Exercendo um mandato de 1855 a 1861. Em 1865, ele tornou-se governador do Território de Utah e manteve-se no cargo até 1869, quando ele renunciou por causa de problemas de saúde. Morreu em Omaha, Nebraska, quando retornava para casa.

## Legado
- Uma rua na cidade de Appleton, Wisconsin foi assim nomeada em sua homenagem.
- Uma escola fundamental em Kenosha, Wisconsin levou o seu nome por muitos anos, tendo sido demolida em 2008.
- Inaugurou o ponto de encontro de duas ferrovias (Nailed Golden Spike) em Promontory, Utah, em 10 de maio de 1869, conectando os trilhos da Union Pacific com a Central Pacific Railroad.[4]
- Sua antiga casa, que mais tarde tornou-se uma escola Episcopal para as meninas e agora é conhecida como Kemper Hall, é listada no Registro Nacional de lugares históricos.

## Fonte da tradução
- Este artigo foi inicialmente traduzido, total ou parcialmente, do artigo da Wikipédia em inglês cujo título é «Charles Durkee».